# فريدريك جي. كريد
فريدريك جي. كريد هو مهندس ومخترع كندي، ولد في 6 أكتوبر 1871 في Queens County, Nova Scotia ‏ في كندا، وتوفي في 11 ديسمبر 1957 في لندن في المملكة المتحدة.